# One Night Only (Lied)
One Night Only ist ein Lied aus dem Broadway-Musical Dreamgirls aus dem Jahr 1981. Das Lied wurde von Tom Eyen und Henry Krieger geschrieben. Im Inhalt des Musicals wird One Night Only von zwei Interpreten in unterschiedlichen Versionen vorgetragen. Als Soul-Ballade vom Charakter Effie White und als Disco-Version von der Girlgroup Deena Jones & the Dreams.

## Hintergrund
Beide Versionen von One Night Only erschienen als Lied zum ursprünglichen Album des Broadway-Musicals Dreamgirls aus dem Jahre 1982, gesungen von Jennifer Holliday als Effie, sowie Sheryl Lee Ralph, Loretta Devine und Deborah Burrell als Deena Jones & the Dreams. One Night Only wurde später von Elaine Paige und Sylvester James gecovert. Schauspieler Hugh Jackman sang das Lied 2004 bei der Tony Awards-Zeremonie mit der Girlgroup der Musicals Caroline, or Change, Hairspray und Little Shop of Horrors.
Dreamgirls wurde im Jahr 2006 von Bill Condon verfilmt und von der DreamWorks SKG und Paramount produziert. Für diesen Film wurden die ursprünglichen Versionen von One Night Only von Jennifer Hudson als Effie und Beyoncé Knowles, Anika Noni Rose und Sharon Leal als Deena Jones & the Dreams gesungen. Das Produktionsteam The Underdogs leitete die Produktion von One Night Only sowie weiterer Lieder des Soundtrackalbums. Eine Remixversion von Deenas Interpretation des Liedes, wurde von Eric Kupper & Richie Jones produziert und von Music World Entertainment und Columbia Records im August 2006 als Promo-Single für den Filmsoundtrack Dreamgirls: Music from the Motion Picture veröffentlicht. Das geschah vier Monate vor der Veröffentlichung des Filmes. Die Remixversion wurde von dem amerikanischen Rapper Lil Wayne für seine Version One Night Only gesamplet.

## Charts
One Night Only debütierte am 6. September 2009 in den britischen Charts auf Platz 67, nur durch starke Downloadverkäufe. Durch Rozell Phillips Auftritt in der britischen Castingshow The X Factor wurde das Lied drei Jahre nach seiner eigentlichen Veröffentlichung wieder beliebt. One Night Only ist der zweiterfolgreichste Titel aus dem Soundtrackalbum zum Film Dreamgirls hinter Beyoncés Listen. Das Lied And I Am Telling You I'm Not Going wurde durch die Auftritte von Nicole Lawrence, Danyl Johnson (bei The X Factor) und Amber Riley bei Glee auch wieder beliebt.

## Coverversionen
- 2009: Treyc Cohen bei The X Factor